# Paul Howard (Basketballspieler)
Paul Sinclair Howard (* 24. Dezember 1968) ist ein ehemaliger US-amerikanisch-britischer Basketballspieler.

## Leben
Howards Eltern stammten von der Karibikinsel Jamaika. Er wurde in England geboren und wuchs in Brooklyn in den Vereinigten Staaten auf, lebte dort mit seiner Mutter, während der Vater in England blieb. Howard spielte im US-Bundesstaat Nebraska Basketball am Western Nebraska Community College und dann in der ersten Hälfte der 1990er Jahre bei den Hemel Royals in England.
1996 wechselte der 1,95 Meter große Flügelspieler zum deutschen Zweitligisten TV Langen, nach einem Jahr bei den Hessen folgten weitere Stationen in der 2. Basketball-Bundesliga (1997/98: BCJ Hamburg, 1998/99: Paderborn). In der Saison 1999/2000 stand er beim belgischen Verein Brüssel Atomics unter Vertrag.
2000/01 spielte er für den BC Virtus Werkendam in den Niederlanden und verstärkte ab November 2001 wieder BCJ Hamburg, mit dem er Meister der 2. Bundesliga Nord wurde. Er spielte dann zunächst auch zu Beginn der Saison 2002/03 für den in die 1. Regionalliga herabgestuften Nachfolgeverein BC Hamburg, im September 2002 schloss er sich dem Zweitligisten Tübingen an.
In der ersten Hälfte des Spieljahres 2003/04 stand er in Diensten des MTV Itzehoe, für den er in der 2. Regionalliga in zwölf Einsätzen im Schnitt 27,7 Punkte pro Partie verbuchte, und wechselte im Laufe der Saison nach Finnland zu Äänekosken Huima. Für den Erstligisten erzielte er 11,9 Punkte je Begegnung. Er kehrte zur Saison 2004/05 nach Deutschland zurück, schloss sich der BG Leitershofen/Stadtbergen (Regionalliga) an, wechselte aber während des Spieljahres zu Akropol BBK nach Schweden und erreichte mit der Mannschaft das Halbfinale um die Landesmeisterschaft. Howard wechselte anschließend nach Ehingen in die 2. Bundesliga, wo er zu Beginn des Spieljahres 2005/06 auflief, ging innerhalb der Saison 2005/06 zu den Glasgow Rocks in die British Basketball League und im Dezember 2005 zum 1. FC Kaiserslautern (2. Bundesliga).
Der nächste Halt in Howards Laufbahn als Berufsbasketballspieler wurde der ASC Theresianum Mainz, den er in der Zweitligasaison 2006/07 zunächst verstärkte. Es kam nach kurzer Zeit zur Trennung, im Februar 2007 schloss er sich dem VfL Kirchheim an, für den er noch im Alter von 40 Jahren 2008/09 in der 2. Bundesliga ProA auf dem Feld stand.